# 莊陳有
莊陳有，MBE（1956年6月24日—），香港失明人士，（曾在香港政府任職助理教育司及助理政務司，香港樂施會前總幹事，香港大學前學生發展總監。於1991年及1995年分別獲得香港十大傑出青年及MBE勳銜，2004年獲中國扶貧基金會頒發「中國消除貧困獎奮鬥獎」。）他是香港公民黨創黨黨員，在2015年1月退黨。2012年，獲香港大學頒授名譽大學院士。

## 生平
莊陳有於1956年6月24日在香港出生，父母居住九龍城，在街市賣菜維生。（莊陳有自幼患有青光眼及眼球萎縮症導致雙目完全失明），6歲時眼球被摘除。1965年被送入盲人寄宿學校（心光盲人學校）就讀，接受正規的學校教育，直到中學四年級轉讀文法學校的聖芳濟書院。1978年，考入香港大學，1981年獲文學院二級甲等榮譽學位（主修英文，副修心理學）。畢業後在香港大學擔任三年行政主任，主要負責協助學生解決租屋問題及做租金分析。1984年申請「英聯邦獎學金」，前往倫敦政治經濟學院進修資訊系統管理專業，次年取得資訊管理科學碩士學位，及於1986年再取得社會政策碩士學位。1989年報考政務主任（A.O.），在3,000名應考生中成為最終36名入選者的之一，成為第一位也是唯一一位失明的香港政府政務主任。1993年轉職到香港樂施會擔任副總幹事，於2000年獲委任為總幹事。1998年，參選首屆立法會選舉的香港島選區，成為香港史上首名失明候選人，可是最終落選。2008年參選港區人大，結果與一眾泛民人士落選。他亦於2007年起，連續三屆參選選舉委員會社會福利界別選委，均成功當選及為該界別的票王。 。

### 教育
- 1981年畢業於香港大學（文學士）
- 1985年倫敦政治經濟學院（資訊系統管理科學碩士）
- 1986年倫敦政治經濟學院（社會政策碩士）

### 獎項
- 1991年獲選香港十大傑出青年
- 1995年獲頒英帝國員佐勳章（MBE勳銜）
- 2004年獲中國扶貧基金會頒發「中國消除貧困獎奮鬥獎」
- 2011年星島新聞集團頒發的社區/公共组别傑出領袖
- 2014年獲亞洲電視頒發年度感動香港十大人物
- 2012年獲香港大學頒授名譽大學院士
- 2017年獲港澳台灣慈善基金會頒發「愛心獎」

### 工作
- 1981-1984, 1986-1987年出任香港大學學生事務處行政主任
- 1990-1993年擔任助理政務司（教育統籌科）
- 1993-2000年轉職樂施會副總幹事—籌募及教育推廣
- 2000-2006年擔任樂施會總幹事
- 2006-2010年擔任香港大學學生事務處學生發展總監
- 2010- 現在 創辦及推動社會企業，包括黑暗中對話、EL Education、低碳亞洲（Carbon Care Asia)及低碳想創坊 (Carbon Care InnoLab)

### 義務工作
現任
- 香港失明人協進會執行委員

曾任
- 世界盲人聯會亞太區理事會副會長（1988-1996年）、執行委員（2012-2021年）
- 香港失明人協進會會長（1983-1984年, 1987-2001年, 2003-2021年）
- 香港盲人輔導會理事會成員
- 香港導盲犬協會執行委員會及創辦成員之一
- 香港社會服務聯會執行委員 (90年代開始至2010年代初）
- 香港社會服務聯會殘疾歧視條例委員會主席
- 香港復康聯會副主席
- 電訊服務用戶及消費者諮詢委員會委員
- 復康諮詢委員會轄下復康顧問及就業小組委員會委員
- 樂施會高級顧問

### 相關著作
- 1998年《我看不見，但......》
- 2014年《新角度，新空間－－從莊陳有的視角看中小企業發展》